# Built to Last (Grateful Dead)
| Recensione       | Giudizio |
| ---------------- | -------- |
| Allmusic         | [ 1 ]    |
| Robert Christgau | C+       |
| Piero Scaruffi   | [ 3 ]    |

Built to Last è l'ultimo album in studio del gruppo rock statunitense Grateful Dead, pubblicato nel 1989 dalla Arista Records.

## Tracce
1. Foolish Heart – 5:10
2. Just a Little Light – 4:42
3. Built to Last – 5:03
4. Blow Away – 6:09
5. Victim or the Crime – 7:33
6. We Can Run – 5:30
7. Standing on the Moon – 5:20
8. Picasso Moon – 6:40
9. I Will Take You Home – 3:45

## Formazione
- Jerry Garcia - chitarra, voce
- Bob Weir - chitarra, voce
- Phil Lesh - basso
- Brent Mydland - tastiere, voce
- Mickey Hart - batteria, percussioni
- Bill Kreutzmann - batteria